# فضا و زمان مطلق
فضا و زمان مطلق در فیزیک و فلسفه مفهومی است دربارهٔ ویژگی‌های جهان. در فیزیک، فضا و زمان مطلق می‌تواند یک دستگاه ترجیحی باشد.

## قبل از نیوتن
نسخه‌ای از مفهوم فضای مطلق (به معنای یک چارچوب مرجع) را می‌توان در فیزیک ارسطویی مشاهده کرد. رابرت وستمن می‌نویسد که بخش کوچکی از مفهوم فضای مطلق را می‌توان در اثر کلاسیک نیکلاس کوپرنیک یعنی درباره گردش افلاک آسمانی مشاهده کرد، که کوپرنیک در آن از مفهوم ستارهٔ بی حرکت استفاده می‌کند.

## نیوتن
در اصل توسط سر ایزاک نیوتن در فلسفهٔ طبیعی اصول ریاضیات معرفی شد، مفاهیم زمان و فضای مطلق، یک مبنای تئوریک را فراهم آورد که باعث تسهیل مکانیک نیوتنی شد. به گفته نیوتن، زمان و فضای مطلق به ترتیب جنبه‌های مستقل واقعیت عینی هستند: زمان مطلق، حقیقی و ریاضیاتی، به خودی خود و از طبیعت خود به‌طور مساوی و بدون در نظر گرفتن هر عامل خارجی جریان میابد و نام دیگرش «استمرار» است:زمان نسبی، آشکار و مشترک، یک اندازه‌گیری محسوس و ظاهری از استمرار با مضمون حرکت است (چه معقول و چه بی نظیر)، که معمولاً به جای زمان حقیقی مورد استفاده قرار می‌گیرد.
به گفته نیوتن، زمان مطلق مستقل از هر درک و پیشرفت در سرعت ثابت در سراسر جهان است. بر خلاف زمان نسبی، نیوتن معتقد بود که زمان مطلق غیرقابل شناسایی است و تنها ممکن است به صورت ریاضی درک شود. به عقیده نیوتن، انسان‌ها تنها قادر به درک زمان نسبی که همان اندازه‌گیری اشیا قابل درک در حرکت است، هستند (مانند ماه یا خورشید). از این حرکات است که گذر زمان را متوجه می‌شویم.
فضای مطلق به‌طور طبیعی و بدون توجه به هیچ عامل خارجی، همیشه یکسان و غیرقابل حرکت می‌ماند. فضای نسبی یک بعد متحرک یا اندازه‌گیری از فضای مطلق است به طوری که حس‌های ما توسط موقعیت آن نسبت به جرم تعریف می‌شود، که به صورت فاحشی فضای غیرقابل جابجایی در نظر گرفته شده‌است. حرکت مطلق انتقالی است از مکان مطلق در دیگری و حرکت نسبی انتقالی است از یک مکان نسبی در دیگری…
-ایساک نیوتن
این مفاهیم این منظور را می‌رساند که فضا و زمان مطلق به رویدادهای فیزیکی بستگی ندارد، بلکه پس زمینه یا مرحله ای است که در آن پدیده‌های فیزیکی رخ می‌دهد. به این ترتیب، هر جسم دارای حرکت مطلق نسبت به فضای مطلق است، به طوری که یک شی یا باید در وضعیت بی حرکتی مطلق باشد یا با یک سرعت مطلق حرکت کند. نیوتن برای حمایت از دیدگاه‌هایش برخی نمونه‌های تجربی را ارائه داد: به عقیده نیوتن، یک کره منزوی که در حال چرخش است، می‌توان با توجه به انبساط محور استوایی آن نتیجه گرفت که محور آن نسبت به فضای مطلق می‌چرخد،
و از یک جفت از کره‌های منزوی که توسط یک طناب گره خورده‌اند می‌توان نتیجه گرفت که با توجه به کشش نخ، کره‌های منزوی در حال چرخش مطلق نسبت به مرکز گرانش (مرکز باری) خودشان اند.

## دیدگاه‌های متفاوت

تصویر، دو کره را نشان می‌دهد که دور محور خود می‌چرخند. کره‌ها به اندازه کافی برای تأثیر بر یکدیگر از هم فاصله دارند که نادیده گرفته شوند، آنها توسط یک طناب به هم متصل اند. طناب تحت کشش است؛ اگر به گفته نیوتن اجسام در حال چرخش نسبت به فضای مطلق باشند یا اگر به گفته ماخ نسبت به خود جهان در حال چرخش باشند یا اگر طبق نسبیت عام نسبت به ژئودزیک محلی در حال چرخش باشند.

از لحاظ تاریخی، مفهوم متفاوتی از فضا و زمان مطلق وجود داشته‌است. گوتفرید لایبنیتس معتقد بود که فضا به جز موقعیت مکان نسبی جرم، معنی دیگری ندارد، و زمان صرفاً به معنای حرکت نسبی جرم است. جورج برکلی پیشنهاد کرد که، بدون هیچ مرجع، نمی‌توان فرض کرد که یک کره در یک جهان خالی دیگر، بتواند بچرخد و یک جفت کره بتوانند نسبت به یکدیگر تغییر کنند، اما نه حول مرکز ثقل آن، نمونه ای که بعدها توسط آلبرت اینشتین در توسعه نسبیت عام برگزیده شد.
ارنست ماچ فرم جدیدی از این اعتراضات را بیان کرد. اصل ماخ پیشنهاد می‌کند که مکانیک کاملاً مربوط به حرکت نسبی اجسام است و به ویژه جرم تعریفی از چنین حرکت نسبی است؛ بنابراین، برای مثال، یک ذرهٔ تک در یک جهان بدون هیچ جسم دیگری، باید جرمی معادل صفر داشته باشد. به گفته ماخ، نمونه نیوتن به سادگی نشان دهنده چرخش نسبی حوزه‌ها و بخش عمده ای از جهان است. 
 «بر این اساس ما می‌گوییم یک جسم تغییری در مسیرش یا در سرعتش ایجاد نمی‌شود، ادعای ما چیزی بیش از یک اشاره کوتاه به کل جهان نیست.» -ارنست ماخ 
 این دیدگاه‌ها در مقابل فضا و زمان مطلق ممکن است از یک موضع مدرن به عنوان یک تلاش برای معرفی تعاریف مؤثر برای فضا و زمان، چشم‌انداز روشن در نظریه نسبیت خاص دیده شود.

حتی در زمینه مکانیک نیوتنی، دیدگاه مدرن این است که فضای مطلق غیر ضروری است. در عوض، مفهوم دستگاه مرجع لخت، مقدمه ای را تعیین کرده‌است، یعنی یک مجموعهٔ ترجیحی از دستگاه‌های مرجع لخت که به صورت یکنواخت به نسبت یکدیگر حرکت می‌کنند. قوانین فیزیک بر اساس نسبیت گالیله از یک مرجع لخت به دیگری تغییر می‌کنند، که منجر به اعتراض‌هایی راجع به فضای مطلق می‌شود، که توسط میلوتین بلاگویویچ شرح داده شده‌است: 

- وجود فضای مطلق با منطق مکانیک کلاسیک مخالف است، زیرا طبق اصل نسبیت گالیله هیچ‌یک از دستگاه‌های لخت نمی‌تواند منفجر شود.
- فضای مطلق نیروهایی که در دستگاه لخت هستند را توضیح نمی‌دهد، زیرا آنها به شتاب هر یک از دستگاه‌های لخت وابسته اند.
- فضای مطلق بر اشیاء فیزیکی اثر می‌گذارد و باعث مقاومت آنها در برابر شتاب می‌شود اما نمی‌تواند بر آنها تأثیری بگذارد.

نیوتن بشخصه نقش دستگاه‌های لخت را شناسایی کرد.
حرکت اجسام، در یک فضای تعریف شده، در میان خودشان یکسان اند، چه فضا بدون حرکت و چه به‌طور یکنواخت در یک خط راست در حال حرکت باشد.
به عنوان یک مسئله مهم، دستگاه‌های لخت اغلب به عنوان دستگاه‌های متحرک در ارتباط با ستارگان ثابت در نظر گرفته می‌شوند. برای اطلاعات بیشتر به مبحث دستگاه لخت مراجعه کنید.

## نسبیت خاص
مفاهیم فضا و زمان قبل از پیشرفت نسبیت خاص جدا بررسی می‌شدند که نسبیت خاص این دو را به هم مرتبط کرد و نشان داد که هر دو به حرکت دستگاه لخت وابستگی دارد. در نظریهٔ انیشتین ایدهٔ فضا و زمان مطلق با مفهوم فضازمان در نسبیت خاص و فضازمان خمیده در نسبیت عام جایگزین شدند.
همزمان بودن مطلق به همخوانی وقایع در زمان، در مکان‌های مختلف در فضا به نحوی که در همه دستگاه‌های لخت توافق شده‌است، اشاره دارد. نظریه نسبیت هیچ مفهومی از زمان مطلق ندارد چون نسبیت همزمانی است. یک رویداد که به‌طور همزمان با رویداد دیگری در دستگاه لخت رخ می‌دهد ممکن است در گذشته یا آینده ای متفاوت از آن رخداد در دستگاه لختی متفاوت باشد که همزمان بودن مطلق را نفی می‌کند.

## انیشتین
به نقل از آخرین نوشته‌هایش، انیشتین مبحث اتر با «خواص فضا» را شناسایی کرد، که این واژه به‌طور معمول استفاده نمی‌شود. انیشتین بیان کرد که در نسبیت خاص «اتر» به اندازهٔ ژئودزیک مطلق نیست بنابراین ساختار فضازمان به وجودیت ماده بستگی دارد.
برای انکار اینکه در اتر در نهایت فرض می‌شود که فضا در هر حال هیچ خصوصیت فیزیکی ندارد. واقعیت‌های اساسی مکانیک با این نگرش همخوانی ندارد. برای حرکت مکانیکی سیستم مجازی که آزادانه در فضای خالی شناور است نه تنها به حالتهای نسبی و سرعتهای نسبی بستگی دارد بلکه به حالت چرخش نیز بستگی دارد که به‌طور فیزیکی ممکن است به مشخصاتی که به سیستم اختصاص دارد اخذ شده باشد. برای آنکه بتوان چرخش یک سیستم را به عنوان یک چیز واقعی ترسیم کرد، نیوتن فضا را عینی می‌کند. از زمانی که او فضای مطلق با اجسام واقعی را طبقه‌بندی کرد، برای او چرخش نسبت به یک فضای مطلق مفهومی است واقعی. نیوتن کمتر فضای مطلق خود را «اتر» می‌نامید. چیز ملتزم دیگر آن است که علاوه بر اجسام قابل رویت چیز دیگر که قابل درک نیست باید واقعی به نظر برسد تا شتاب یا چرخش را قادر به این سازد که به عنوان مفهومی واقعی تلقی شود.
-آلبرت انیشتین
اتر و تئوری نسبیت
به علت اینکه دیگر ممکن نبود دربارهٔ مفهوم مطلق همزمانی در مکانهای مختلف در اتر حرف زده شود، اتر چهار بعدی شد، زیرا هیچ راه عینی دیگری برای مرتب‌سازی حالتهای آن توسط زمان نبود. با توجه به نسبیت خاص هم، اتر مطلق بود، به دلیل اثر آن بر اینرسی و نشر نور هم گمان زده می‌شد که مستقل از اثرات فیزیکی است. نظریه نسبیت این مشکل را با انتشار رفتار الکتریکی نقطه جرمی خنثی که توسط قانون ژئودیک با توجه به اینکه اثرات گرانشی و اینرسی دیگر جدا از هم تلقی نمی‌شوند، حل کرد. در انجام این کار، خواص اتر را که از نقطه ای به نقطه دیگر متفاوت بود، توسط شناسایی رفتار متریک و دینامیکی ماده و شناسایی چرخش آنها توسط فاکتورهای فیزیکی مانند چرخش جرم/انرژی شناخت؛ بنابراین اتر نسبیت عام در این موضوع با مکانیک کلاسیک و نسبیت خاص تفاوت دارد که مطلق نیست، بلکه در خاصیت متغیر بودن محلی توسط جرم قابل سنجش مشخص است.
-آلبرت انیشتین

## نسبیت عام
نسبیت خاص زمان مطلق را حذف می‌کند (گرچه گودل و دیگران احتمال می‌دهند زمان مطلق برای بعضی از انواع نسبیت عام معتبر باشد) و نسبیت عام، محدوده فیزیکی فضا و زمان مطلق را از طریق مفهوم ژئودزیک کاهش می‌دهد. به نظر می‌رسد فضایی مطلق در رابطه با ستاره‌های دور وجود داشته باشد، زیرا ژئودزی‌های محلی در نهایت اطلاعات را از این ستاره‌ها استخراج می‌کنند اما این الزامی نیست تا فضای مطلق را با توجه به فیزیک سیستم مورد بررسی قرار دهد، زیرا ژئودزی‌های محلی برای توصیف فضای خود کافی هستند.